# Eduroam
eduroam（Education Roaming）(エデュローム)とは、高等教育機関や研究機関等において、国際的に相互利用が可能なローミングサービスである。

## 概要
大学などの高等教育機関や研究機関において、キャンパス・研究所の無線LAN環境の相互提供・利用を行うものである。欧州のGÉANT Associationが開発し、日本国内においては国立情報学研究所が主体となり展開されている。無線LAN環境はIEEE 802.1Xに基づいて提供されている。加盟している機関の構成員は、自身が所属する機関のアカウントで、他加盟機関で無線LANを使用することが出来る。これは、全加盟機関を含めたサーバ連携によって、通信を行う。

## 沿革
- 2006年 - 国立情報学研究所の全国大学共同電子認証基盤構築事業の一環として日本に導入
  - 8月 - 東北大学がオーストラリアにあるアジア太平洋地区のサーバに接続し、これにより日本のeduroam加盟が実現した[4]